# Nacaduba glauca
Nacaduba glauca är en fjärilsart som beskrevs av Pieter Cornelius Tobias Snellen 1892. Nacaduba glauca ingår i släktet Nacaduba och familjen juvelvingar. Inga underarter finns listade i Catalogue of Life.